# Morpho luna
Morpho luna är en fjärilsart som beskrevs av Butler 1869. Morpho luna ingår i släktet Morpho och familjen praktfjärilar. Inga underarter finns listade i Catalogue of Life.